# Caius Antonius
Caius Antonius (né probablement en 82 av. J.-C., exécuté en 42 av. J.-C.) est un homme politique de la fin de la République romaine. Il est le frère du triumvir Marc Antoine.

## Famille
Issu de la gens plébéienne des Antonii, Caius est le deuxième fils de Marcus Antonius Creticus et de Julia, la fille de Lucius Julius Caesar, né après Marcus et avant Lucius.

## Biographie
Il naît probablement un an après Marcus, donc soit en 85, soit plus probablement en 82 av J.-C.
Il passe son enfance et sa jeunesse à Rome. En raison de l'absence de contrôle parental après la mort de leur père après sa défaite en Crète, Caius et ses frères mènent une vie de débauche où les fêtes, les scandales et les jeux de hasard sont monnaie courante. Il reçoit très probablement, à l'instar de Marc Antoine, une excellente éducation comme tous les jeunes romains d'une famille aristocratique (voir l'article Marc Antoine, « Jeunesse de Marc Antoine »).
Il est probablement questeur en 51 av. J.-C.,
Durant la guerre civile entre Jules César et Pompée, il devient légat de Jules César en 49 av. J.-C. Il se voit confier avec Publius Cornelius Dolabella la défense de l'Illyrie contre les Pompéiens. Mais la flotte de Cornelius Dolabella est détruite et Caius Antonius doit s'enfermer dans l'île de Curicta,. Il est contraint de se rendre à Pompée, et ses hommes sont intégrés aux légions pompéiennes. César n'a plus le contrôle de l'Adriatique et ne parvient pas à transporter suffisamment de troupes en Épire, Calpurnius Bibulus détruisant sa flotte de transport. Marc Antoine parvient cependant à rejoindre César et renforcer son armée. Après la victoire de Jules César à la bataille de Pharsale pendant laquelle Marcus joue un rôle, Caius est libéré.
Dès lors, comme ses frères et les autres membres de la famille Antonia, il commence à gravir les marches du Cursus honorum. Il est préteur urbain de facto en 44 av. J.-C., Decimus Junius Brutus lui ayant donné délégation pour remplir les devoirs de sa charge avant de quitter Rome, alors que son frère aîné est consul et que Lucius est tribun de la plèbe. Octavien arrive à Rome en mai alors qu'Antoine est en Campanie, ayant laissé Rome sous le contrôle de ses deux frères. Ceux-ci ne peuvent lui refuser le droit de réclamer l'héritage de son père. Caius préside la célébration les Ludi Apollinares au début du mois de juillet, toujours en lieu et place de Brutus qui ne peut revenir à Rome et retirer les bénéfices des Jeux qu'il finance pourtant.
Il est ensuite nommé gouverneur de la province de Macédoine (en fait toute la péninsule grecque), qu'il ne peut gagner immédiatement, car sa préture l'oblige à demeurer à Rome. Lorsqu'il gagne la province de Macédoine, il trouve Marcus Junius Brutus qui rallie l'une après l'autre les légions présentes dans ces provinces. Aidé de Marcus Tullius Cicero, fils de l'orateur, il bat Caius et le garde prisonnier avec des égards. À Rome, Cicéron persuade le Sénat de confier à Brutus le gouvernement de la péninsule grecque.
Caius Antoine reste captif en Macédoine jusqu'à sa mort. Il est exécuté au printemps 42 av. J.-C. par le fils d'Hortensius, sur ordre de Brutus, en représailles des morts de Decimus Junius Brutus Albinus à la suite de la guerre civile de Modène et de Cicéron proscrit par Marc Antoine,,.